# Superlega (metallurgia)
Le superleghe sono una categoria di leghe metalliche molto ampia, ideate per avere una buona resistenza meccanica e alla corrosione, nonché per sopportare temperature molto elevate, intorno ai 1200 °C, inoltre sono molto utili in campo aeronautico e/o aerospaziale (sono impiegate per costruire le pale di turbine per motori a reazione).

## Utilizzo
Quelle più utilizzate attualmente sono le superleghe base nichel indurite da una fase secondaria di formula Ni3Al o Ni3Ti (presente sotto forma di precipitati coerenti con struttura cristallina cubica a facce centrate) e attraverso soluzione solida di metalli pesanti e refrattari (tungsteno e molibdeno in particolare, ma anche renio, tantalio o niobio) e di cobalto indurite anch'esse per soluzione solida e attraverso la precipitazione di carburi metallici.
Sono tuttora in fase di studio nuove leghe a base di niobio indurite con Nb3Al, tungsteno indurito con dispersioni di carburo di afnio, intermetallici del nichel o iridio indurito con intermetallici dello zirconio, afnio, niobio o tantalio, tutte favorite da un maggiore punto di fusione ma tuttora inutilizzabili per vari problemi economici o fisici.

## Caratteristiche
La resistenza a corrosione di queste leghe è garantita da forti percentuali di cromo o alluminio (quest'ultimo, però, solo nella base Ni) o da opportuni rivestimenti di formula NiAl o MCrAlY dove M sta per nichel, cobalto o un mix di questi ultimi.
Una categoria particolare di superleghe è quella delle stelliti, a base di cobalto, cui possono essere aggiunte percentuali variabili di metalli per conferirne proprietà selettive:
- una maggiore presenza di cromo conferisce migliore resistenza all'ossidazione per precipitazione dei carburi presenti;
- una maggiore presenza di tungsteno è richiesta per il vantaggio della durezza;
- più molibdeno invece conferisce sia indurimento che resistenza alla corrosione, mentre in associazione col silicio accentua la resistenza all'abrasione.

I carburi metallici sicuramente forniscono una componente non indifferente per la resistenza sia alla temperatura che alla corrosione. Dato che sono di difficile preparazione, è preferibile rivestire la superlega con uno strato di tali carburi, sinterizzandoli o esponendo la superficie al carbonio a temperature molto alte. Il metodo, tuttavia, non è auspicabile per le leghe contenenti nichel o alluminio, dato che i carburi di questi metalli vengono decomposti dall'acqua e dalle soluzioni debolmente acide. La carburazione di leghe contenenti tantalio, niobio, afnio, zirconio, renio, titanio, iridio, ittrio, lantanio ed anche rodio è invece più auspicabile, dato che i carburi di tutti questi elementi sono altamente inerti, insolubili ed inattaccabili dagli agenti corrosivi fino a temperature di 1600-1800 gradi.
Un'eccezione è rappresentata dal carburo di titanio sottoposto a successiva nitrurazione (carbonitrurazione), che dà un prodotto di formula bruta Ti10C7N3, con una densità relativamente bassa (5.02) rispetto alle leghe dei metalli suddetti aventi pesi specifici >12–13 kg/dm3, ed un punto di fusione (3520 °C) superiore a quello del tungsteno (3380 °C).